# Головня, Николай Михайлович
Никола́й Миха́йлович Головня́ (17 июля 1951 — 20 ноября 2013) — советский и российский гитарист, педагог.

## Биография
Николай Головня родился 17 июля 1951 в Москве. Окончил Царицынское музыкальное училище и Московский государственный университет культуры и искусств. Как гитарист-исполнитель работал в Московском объединении музыкальных ансамблей, Москонцерте, Московской Филармонии. Но настоящее призвание Николай Головня нашёл в джазовой педагогике.
Николай Михайлович преподавал джазовую гитару в Московском областном колледже искусств (МОКИ) в Химках, Московском государственном университете культуры и искусств (МГУКИ), Государственной классической академии им. Маймонида (там с 2004 г. он был доцентом) и в Государственном музыкальном училище эстрадного и джазового искусства (ГМУЭДИ на Ордынке). Он воспитал целую плеяду джазовых гитаристов, среди которых только в последние годы были Александр Мурашкин, Юрий Топчий, Александр Горох, Максим Шибин, Сергей Вишняков (рок-группа "Мельница"), Никита Болдырев и многие другие.
Сын Николая Михайловича — известный саксофонист Сергей Николаевич Головня.
Одно из последних выступлений Николая Головни состоялось за неделю до его внезапного ухода из жизни: 13 ноября 2013 г. он участвовал в программе «Вспоминая Госджаз СССР», которую представил в «Джаз-Арт Клубе» на площадке джаз-кафе «Эссе» народный артист России Алексей Кузнецов.